# St. Nicolai (Mölln)

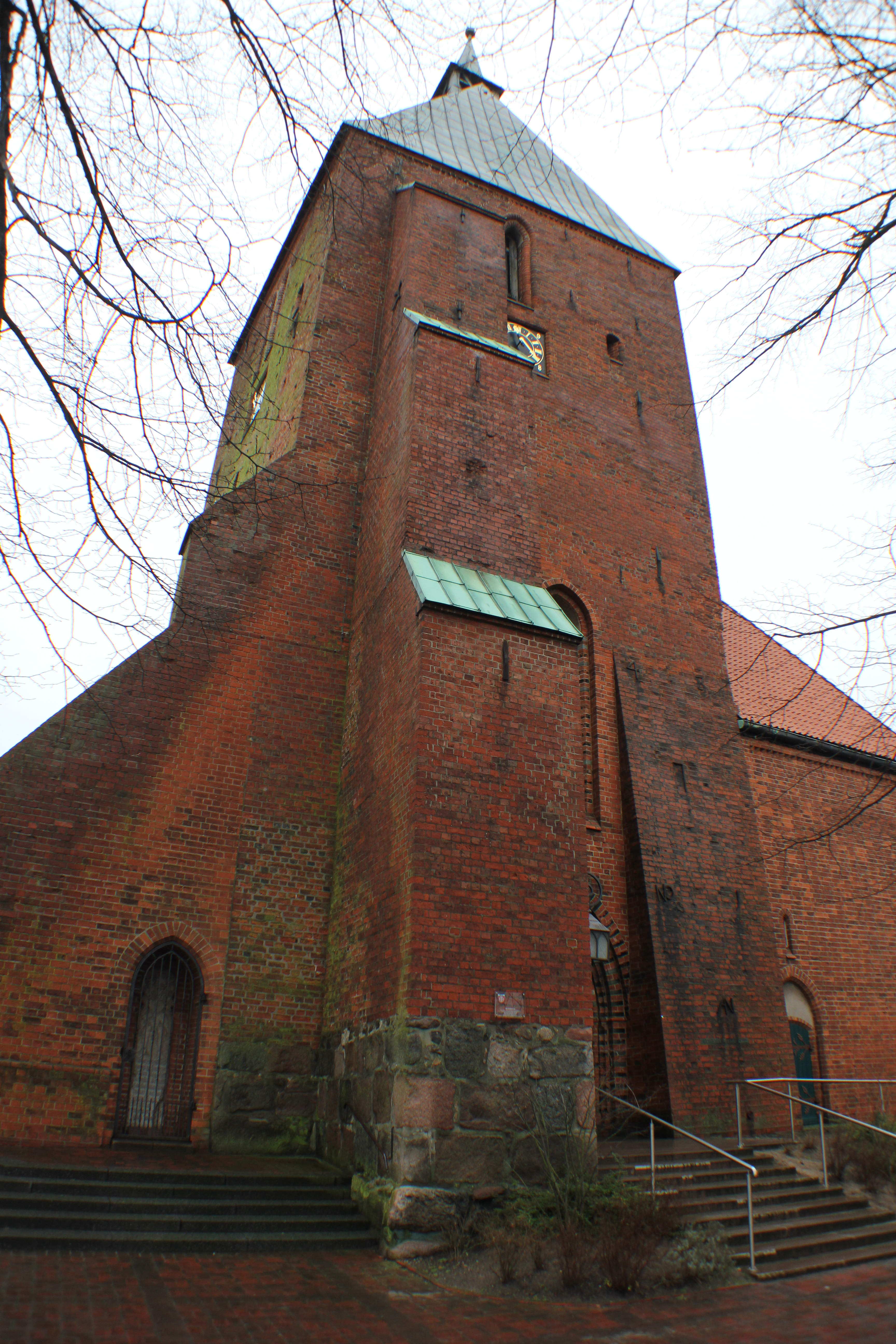
St. Nicolai (Mölln)

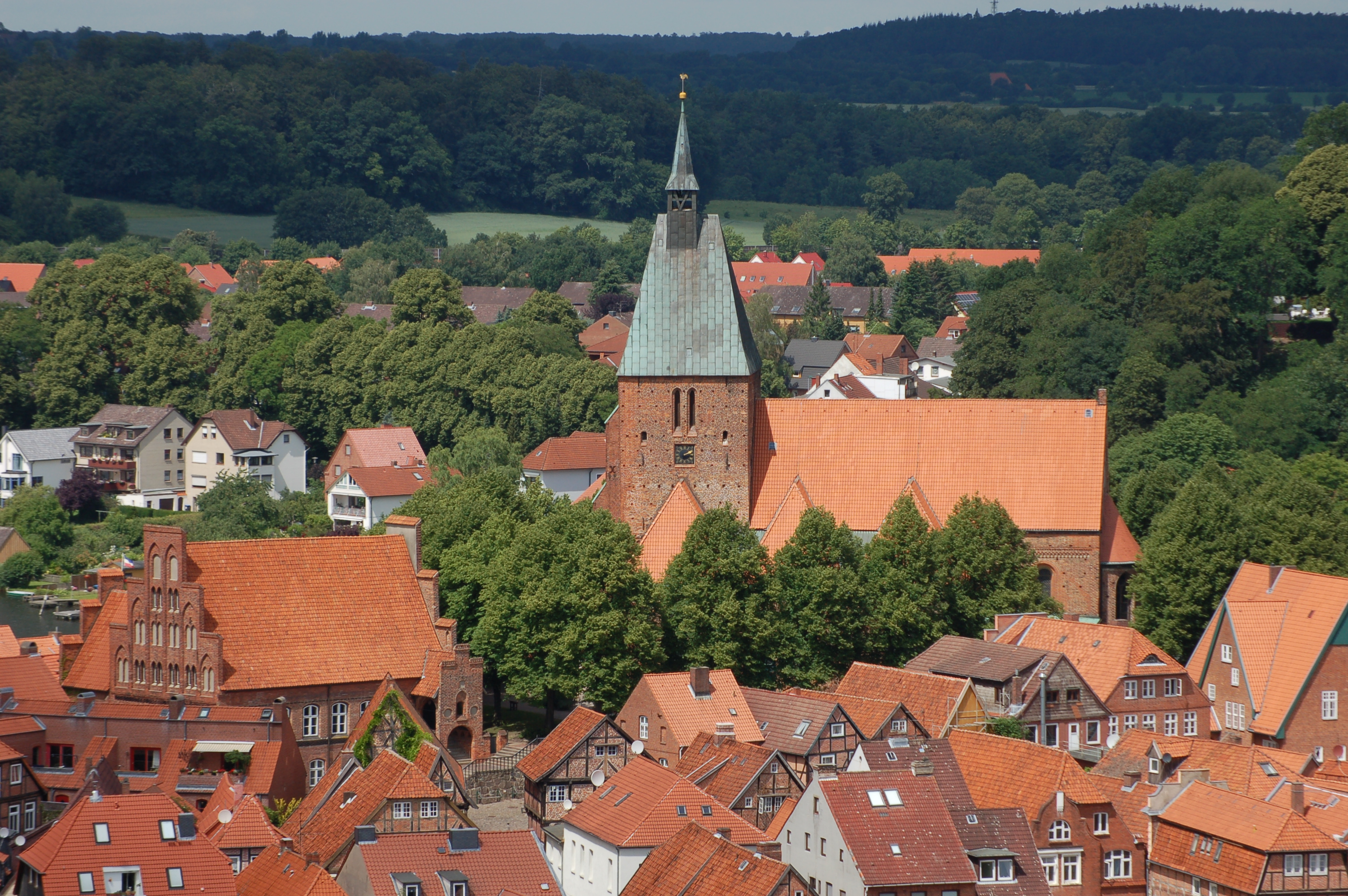
St. Nikolai vom Wasserturm aus

Die St.-Nicolai-Kirche ist ein Kirchengebäude in Mölln und ein Wahrzeichen der Stadt.

## Architektur

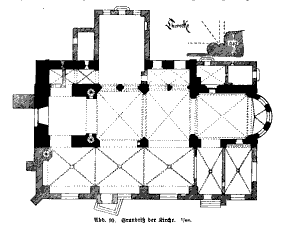
Grundriss vor 1896

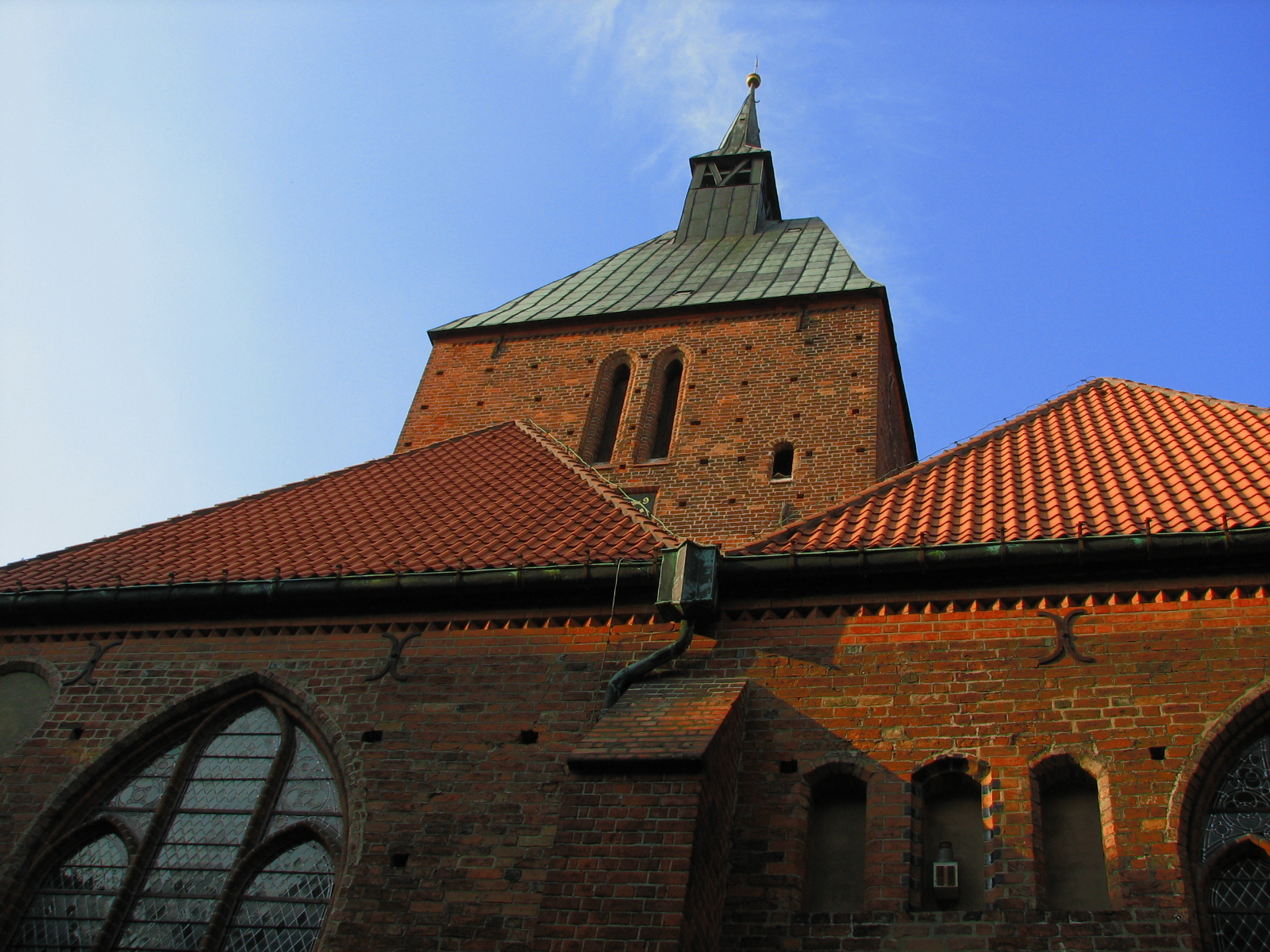
Südseite St. Nicolai

Die Kirche steht hoch über der mittelalterlichen Stadt auf dem Eichberg und ist dem Heiligen Nikolaus von Myra geweiht.
Als Baubeginn wird das Ende des 12. oder das erste Viertel des 13. Jahrhunderts angenommen, da der Ort Mölln nach dem Verzeichnis des Ratzeburger Domkapitels noch um 1194 zum Kirchspiel Breitenfelde gehörte, im Ratzeburger Zehntregister von 1230 selbst als Ort mit einer Kirche erwähnt ist.
Die ältesten Teile der Kirche sind der Backsteinromanik zuzurechnen, Turm und Südschiff der Backsteingotik.
Die Kirche wurde zunächst als spätromanische dreischiffige Pfeilerbasilika erbaut. Vorbild für diesen Kirchenbau dürfte die Basilika Altenkrempe gewesen sein. Der Chorraum war vermutlich um 1217 fertig, als der Bischof von Ratzeburg hier eine erste Synode abhielt.
In der zweiten Hälfte des 15. Jahrhunderts erhielt die Kirche bedeutende Umbauten: 1470/71 wurde das Südschiff gotisch erweitert, 1497 östlich an dieses die heutige Taufkapelle und die ursprünglich doppelstöckige Sakristei angebaut. An der Nordseite des Kirchenschiffes wurde eine dem Heiligen Jobst geweihte Kapelle angebaut.
1896 wurde die Kirche grundlegend saniert. Dabei wurden die Jobstkapelle und das Obergeschoss der Sakristei abgerissen, teils wegen Baufälligkeit, teils um den basilikalen Gesamteindruck wiederherzustellen. Das Südschiff erhielt eine neue Bedachung mit drei abgewalmten Satteldächern, und die Ausmalung im Inneren wurde teils restauriert, teils neu im Stil der Neugotik ausgeführt. Die meisten neugotischen Malereien wurden 1959 wieder entfernt.
Der Turm, der in seiner heutigen Form auf das Jahr 1391 zurückgeht, mehrfach renoviert und wegen des instabilen Untergrundes mit einem Stützpfeiler versehen wurde, wird von einem Dachreiter aus barocker Zeit bekrönt.

## Ausstattung

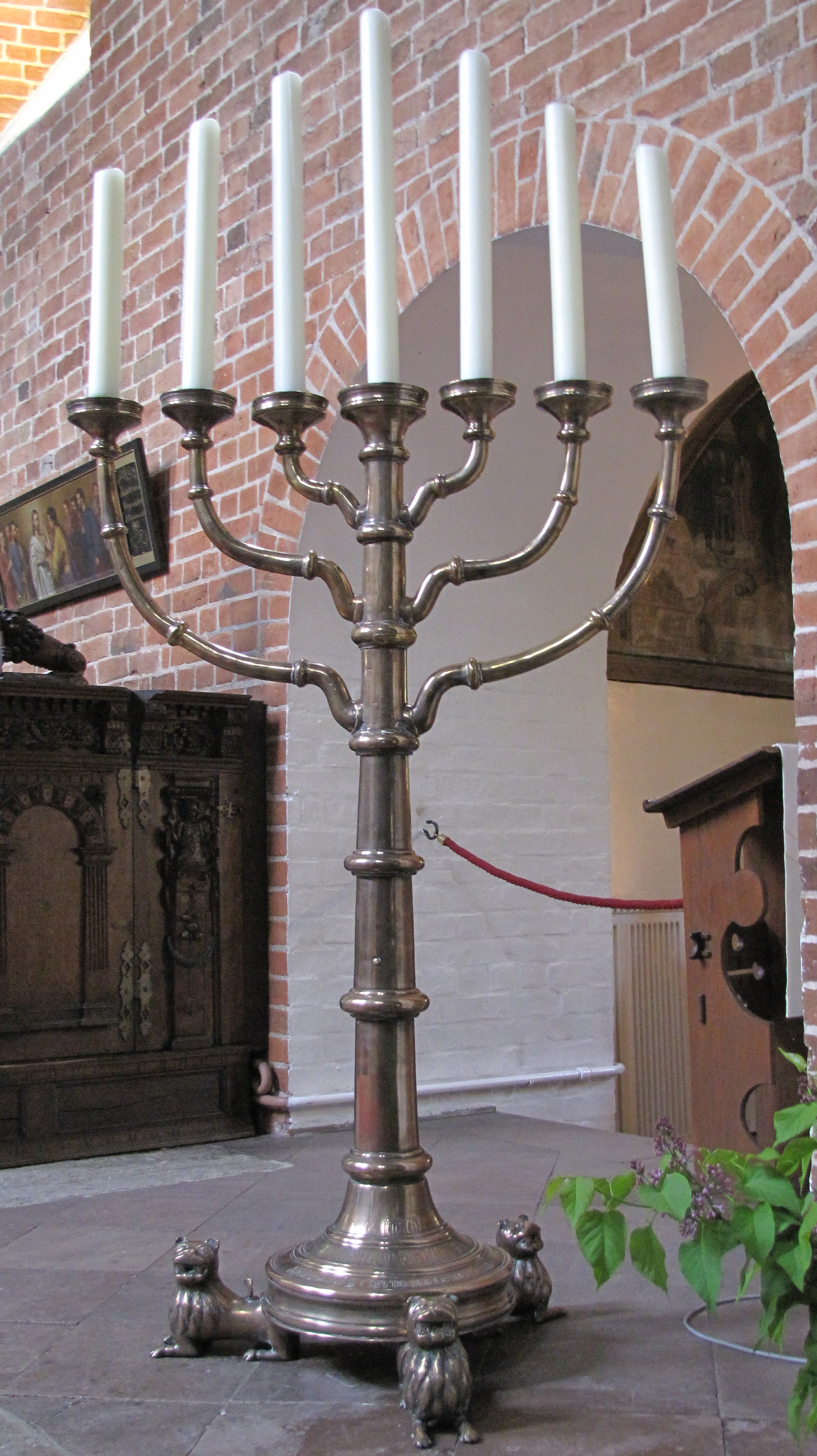
Siebenarmiger Leuchter von 1436

Das älteste Stück der reichen Ausstattung ist ein Bruchstück aus gotländischem Kalkstein vom Anfang des 13. Jahrhunderts. Die Reliefs zeigen unter anderem den Traum der Heiligen Drei Könige; der Stein wird unterschiedlich als Fuß eines Taufsteins oder Teil einer Piscina gedeutet.
Die lange Zeit der Lübecker Pfandherrschaft begünstigte den Einfluss dortiger Werkstätten. Das Triumphkreuz wird der Werkstatt des Bernt Notke zugeschrieben und ist aus dem Jahr 1501. Wenig jünger (1506) ist der Hängeleuchter im Südschiff mit einer Darstellung der Verkündigung. Die Bronzetaufe aus dem Jahr 1509 ist eine Arbeit des Lübecker Gießers Peter Wulf. Sie zeigt neben dem Möllner das Lübecker Wappen als Zeichen der lübschen Oberhoheit. Die engelartigen Tragefiguren mit Salbgefäßen in den Händen sind eng verwandt mit denen der Taufe im Lübecker Dom. Zur Ausstattung der Taufkapelle gehören ein zeitgenössischer Holzdeckel und ein Bronzegitter.
Der Hochaltar (1739) und die Kanzel (1742) sind Arbeiten des Barock und stammen vermutlich aus der Lübecker Werkstatt des Hieronymus Hassenberg. Beim Hochaltar wurde der ursprünglich zentrale Kruzifix im späten 19. Jahrhundert durch eine von Johanna Dorothea Elisabeth Hoeltich gestiftete und von Mathilde Block gemalte Kreuzigungsdarstellung (heute auf der Rückwand angebracht), und 1967 durch eine Darstellung der Rückkehr des Verlorenen Sohns (ursprünglich ein Epitaph), gestiftet 1689 von Joachim Werner Höltich, ersetzt. Der Torso des Altarkruzifixes hängt heute in der Sakristei, ebenso ein spätgotisches Kruzifix. Der mächtige bronzene siebenarmige Leuchter von 1436 stammt vermutlich aus dem in der Reformation untergegangenen Birgittenkloster Marienwohlde. Nach einer Inschrift auf dem Fuß wurde er 1669 durch das Amt der Stecknitzfahrer renoviert.
Im 19. Jahrhundert wurde eine Anzahl Apostelfiguren aus einem gotischen Flügelaltar, vermutlich dem ehemaligen Hochaltar, verkauft. Über die Sammlung des Kunstgewerbemuseums in Berlin kamen die Möllner Apostel als Leihgabe in das St.-Annen-Museum in Lübeck. In Mölln sind Abgüsse in der Sakristei zu sehen. Lediglich die Figur des Apostels Jakobus des Älteren blieb in St. Nicolai zurück.
Die Kirche verfügt über eine Reihe von Kastengestühlen aus nachreformatorischer Zeit, z. B. den Stecknitzfahrerstuhl von 1576.

### Scherer-Bünting-Orgel

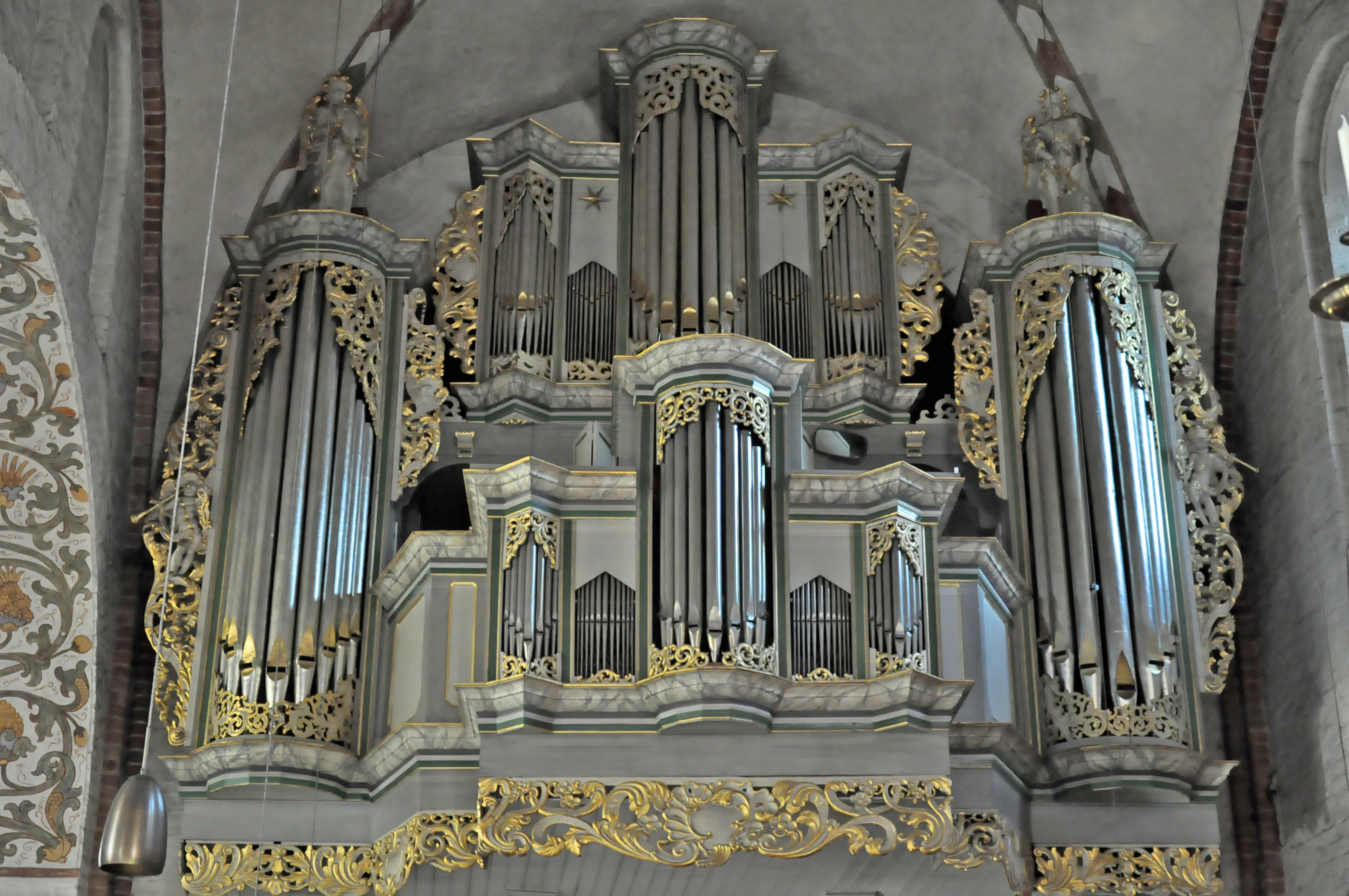
Orgelprospekt mit Rückpositiv

Für das Jahr 1436 ist eine Rente für den Organisten belegt, was die Existenz einer Orgel in der Kirche seit mindestens dieser Zeit voraussetzt. Das Datum 1413 für die Möllner Orgel ist eine Fälschung aus dem Jahr 1670. Ein unbekannter Orgelbauer teilte um 1500 das Blockwerk in einzeln bedienbare Schleifladen-Register auf. Das gotische Werk verfügte über 10 Register auf einem Manual und ein Pedal. Im Pedal waren neben zwei eigenen Registern fünf aus dem Hauptwerk als Transmissionen spielbar. Hinter dem spätbarocken Orgelprospekt von 1766 verbergen sich Pfeifen verschiedener Baumeister. Dazu gehören der erste namhafte norddeutsche Orgelbaumeister Jacob Scherer, der 1555–1558 in seiner Neukonzeption der Orgel gotische Register übernahm. Scherer verwendete die gotischen Pfeifen hauptsächlich für das Pedal (6 Register), sodass er neue Register im Hauptwerk baute, das nun über sieben Stimmen verfügte. Er legte ein neues Brustwerk an und übernahm dafür möglicherweise das Regal 8′. Viele Pfeifen aus dem ursprünglichen Bestand Jacob Scherers wurden im Lauf der Jahrhunderte von den nachfolgenden Baumeistern entfernt oder ersetzt. Aber unter den fünf Scherer-Registern ist der fast vollständig erhaltene Prinzipal 8′ im Hauptwerk hervorzuheben. Als Rückgrat der Orgel trägt er bis heute zu ihrem einzigartigen und unverwechselbaren Klang bei. Die Orgel ist neben dem Instrument in Kappeln/St. Nikolai das einzige noch existierende Bauwerk mit einem derart bedeutenden Pfeifenbestand aus der Hand des Hamburger Meisters. Nach einem Blitzschlag im Jahr 1567 reparierte Hans Köster die Orgel und ergänzte ein Rückpositiv mit zehn Registern (II/P/24). Friedrich Stellwagen baute 1637–1641 die Orgel tiefgreifend um, richtete sie dreimanualig ein und schuf wohl auch Pedaltürme. Durch seine Erweiterung um zwölf Register wuchs der Bestand nun auf 36 klingende Register an.
Das Holzgehäuse der heutigen Orgel baute in den Jahren 1754 bis 1766 Christoph Julius Bünting (III/P/38), von ihm sind fünf Register im Hauptwerk erhalten. 1854 erfolgte ein Umbau durch die Firma Marcussen & Søn, die das Rückpositiv in ein Schwellwerk umbauten und die Registerzahl auf 33 reduzierten. 1954 und 1972 renovierte Eberhard Tolle das Instrument, stellte das Rückpositiv wieder her und baute neue Windladen und einen neuen Spieltisch mit einer elektrischen Registertraktur. 1975 führte Rudolf Neuthor die Arbeiten nach den Plänen Tolles fort und erneuerte 1995 die Traktur.
2018–2022 wurde eine Restaurierung der Orgel durch Flentrop Orgelbouw durchgeführt. Der Abbau der Orgel begann im September 2018, ihre Fertigstellung wurde mit der Orgeleinweihung im Mai 2022 gefeiert. Auf Grundlage der Disposition von Bünting entstand unter Einbeziehung der historischen Pfeifen und in den alten Handwerkstechniken ein Instrument, das Bünting mutmaßlich anstrebte, aber nicht verwirklichen konnte. Die unsachgemäßen Maßnahmen des 20. Jahrhunderts wurden zurückgenommen und ein neuer Spieltisch mit neuer Traktur entsprechend der traditionellen Bauweise entstand. 2020 erwarb die Kirchengemeinde Mölln die Pfeifen von Scherer aus Kappeln. Flentrop integrierte sie vollständig in Mölln und rekonstruierte 16 neue Register nach historischen Vorbildern. Die Orgel verfügt über 39 Register, die auf drei Manualen und Pedal verteilt sind, und weist folgende Disposition auf:
| I Hauptwerk CD–d3 |                   |       |       |
| 1.                | Quintade          | 16′   | St/B  |
| 2.                | Prinzipal         | 8′    | Sch/B |
| 3.                | Spitzflöte        | 8′    | B     |
| 4.                | Holpipen          | 8′    | Sch   |
| 5.                | Oktav             | 4′    | Sch   |
| 6.                | Holfloiten        | 4′    | Sch   |
| 7.                | Quint             | 2 ⁄3′ | St/B  |
| 8.                | Nasat             | 3′    | B     |
| 9.                | Oktave            | 2′    | B     |
| 10.               | Mixtur IV         |       | Sch/B |
| 11.               | Scharf/Zimbel III |       | Sch   |
| 12.               | Trommet           | 8′    | F     |
|                   | Tremulant         |       |       |

| II Rückpositiv CD–d3 |                |       |         |
| 13.                  | Prinzipal      | 8′    | Kö      |
| 14.                  | Gedackt        | 8′    | (Kö/)St |
| 15.                  | Kammer-Gedackt | 8′    | F       |
| 16.                  | Oktava         | 4′    | Kö      |
| 17.                  | Flöte          | 4′    | G/B     |
| 18.                  | Oktava         | 2′    | Kö      |
| 19.                  | Sesquialter II |       | F       |
| 20.                  | Mixtur IV      |       | F       |
| 21.                  | Cymbel II      |       | F       |
| 22.                  | Sifflöte       | 1 ⁄3′ | F       |
| 23.                  | Oboe           | 8′    | F       |
|                      | Tremulant      |       |         |

| III Brustwerk CD–d3 |                |    |      |
| 24.                 | Gedact         | 8′ | St/B |
| 25.                 | Quintatön      | 4′ | B    |
| 26.                 | Waldflöte      | 2′ | F    |
| 27.                 | Sifflöte       | 1′ | F    |
| 28.                 | Sesquialter II |    | F    |
| 29.                 | Trichter-Regal | 8′ | F    |
|                     | Tremulant      |    |      |

| Pedalwerk CD–d1 |           |     |     |
| 30.             | Prinzipal | 16′ | G   |
| 31.             | Subbaß    | 16′ | Kü  |
| 32.             | Octava    | 8′  | G   |
| 33.             | Gedackt   | 8′  | Kü? |
| 34.             | Oktava    | 4′  | G   |
| 35.             | Quint     | 3′  | F   |
| 36.             | Mixtur IV |     | F   |
| 37.             | Posaune   | 16′ | F   |
| 38.             | Trommet   | 8′  | F   |
| 39.             | Trommet   | 4′  | F   |

- Koppel: II/I, III/I, III/II, I/P, II/P, III/P
- Nebenregister: Schellenspiel, Zimbelstern
- Spielhilfen: 5 freie Kombinationen, Tutti, Zungeneinzelabsteller
- Anmerkungen

G = Gotisch (15. Jh./um 1500)
Sch = Jacob Scherer (1555–1558)
Kö = Hans Köster (1568)
St = Friedrich Stellwagen (1637–1641)
B = Christoph Julius Bünting (1755–1766)
Kü = J. C. Kühn (1837)
F = Flentrop (2021)
Der Komponist und Organist Johann Gottfried Müthel (1728–1788) erhielt an der Möllner Orgel seinen ersten Unterricht. Weitere bedeutende Organisten und Kantoren der Nicolaikirche waren der Komponist Johann Christoph Schmügel (1766–1798) und von 1915 bis 1922 der Musikpädagoge Hermann Fey.

### Glocken
St. Nicolai besitzt ein überregional bedeutendes, spätgotisches Geläut. Die große Nikolaus- & Katharinenglocke von 1468 ist eine von nur drei mittelalterlichen Großglocken in Schleswig-Holstein. Ursprünglich diente die heute vierte Glocke, die Zeitglocke von 1514, als Uhrschlagglocke. Sie wurde erst 1930 läutbar aufgehängt. Im Jahr 1991 erfuhr das Geläut eine umfangreiche Sanierung. Die drei großen Glocken hingen bis 1987 an tief gekröpften Stahljochen und nachdem die große Glocke bereits zum zweiten Mal gesprungen war, wurden sie ausgebaut und beim Glockenschweißwerk Lachenmeyer in Nördlingen geschweißt. Alle Glocken erhielten daraufhin neue Holzjoche, Klöppel und Läutemaschinen.
| Nr. | Name                         | Gussjahr | Gießer             | Durchmesser (mm) | Masse (kg) | Schlagton (HT-1/16) |
| 1   | Nikolaus- & Katharinenglocke | 1468     | Wilken Kruse       | 1793             | ca. 3.620  | b°+1                |
| 2   | Salvator- & Nikolausglocke   | 1514     | Hinrick van Kampen | 1617             | ca. 2.650  | c'-8                |
| 3   | Marien- & Katharinenglocke   | 1514     | Hinrick van Kampen | 1405             | ca. 1.840  | es'-3               |
| 4   | Zeitglocke                   | 1514     | Hinrick van Kampen | 1032             | ca. 610    | ges'-2              |

In der Turmlaterne befindet sich eine im Jahr 1992 gestiftete Stundenschlagglocke. Sie wurde von der Glocken- und Kunstgießerei Rincker in Sinn gegossen und ersetzt zwei Stahlglocken von 1953, die vom Bochumer Verein gegossen wurden und nun in der Turmspitze abgestellt sind.

### Kirchenbibliothek
Zur Ausstattung der Kirche gehörte eine Kirchenbibliothek mit Inkunabeln und wertvollen Drucken der Reformationszeit. Ihr Bestand umfasst heute insgesamt siebzig Bände. Davon sind 28 Inkunabeln, darunter auch ehemals für das Kloster Marienwohlde gestiftete Bände. Die Bibliothek war bis 1896 auf dem dann abgebrochenen Obergeschoss der Sakristei aufgestellt und wird seit 2005 vom Möllner Stadtarchiv verwahrt.

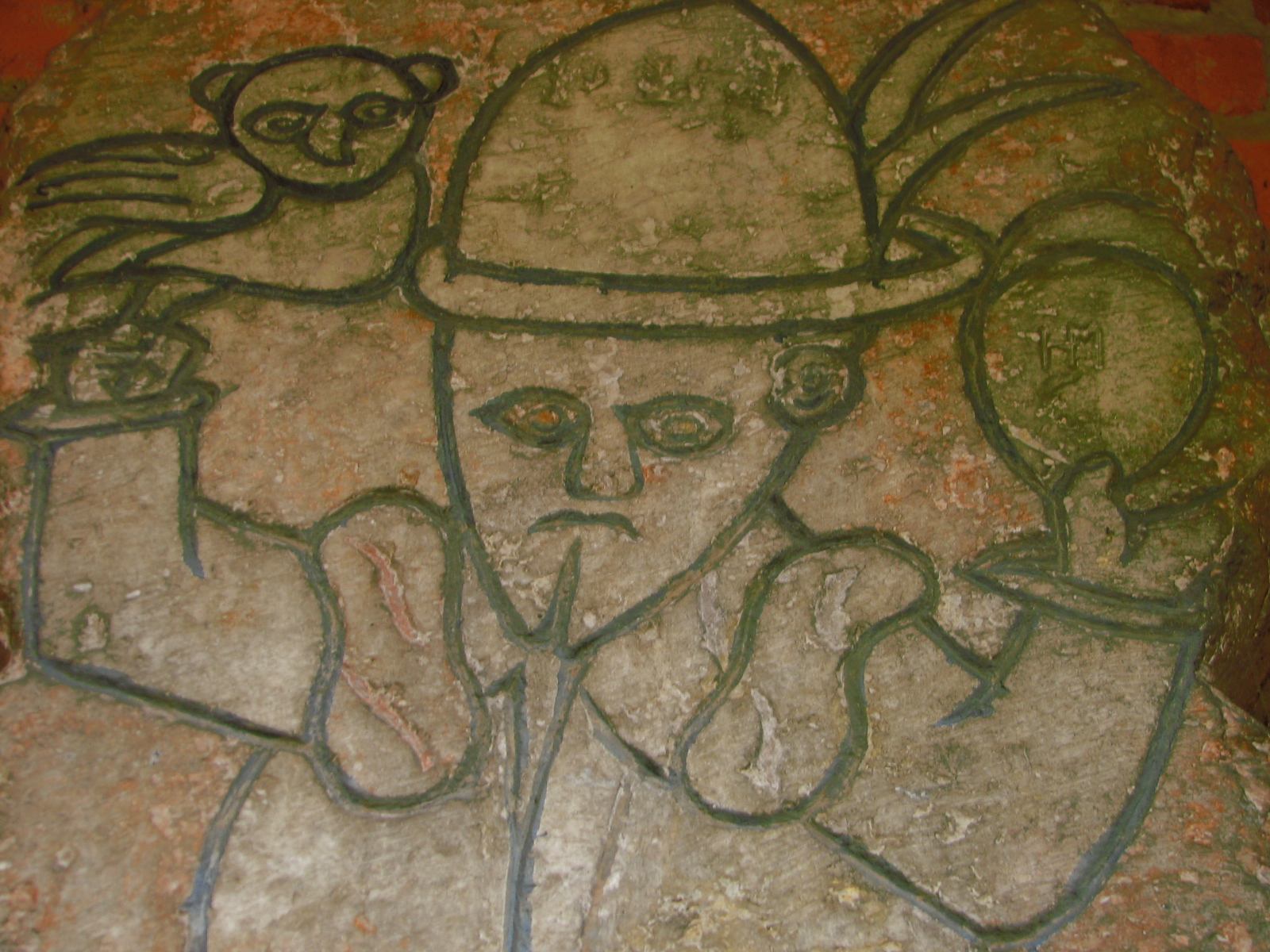
Detail der Eulenspiegel-Gedenkplatte

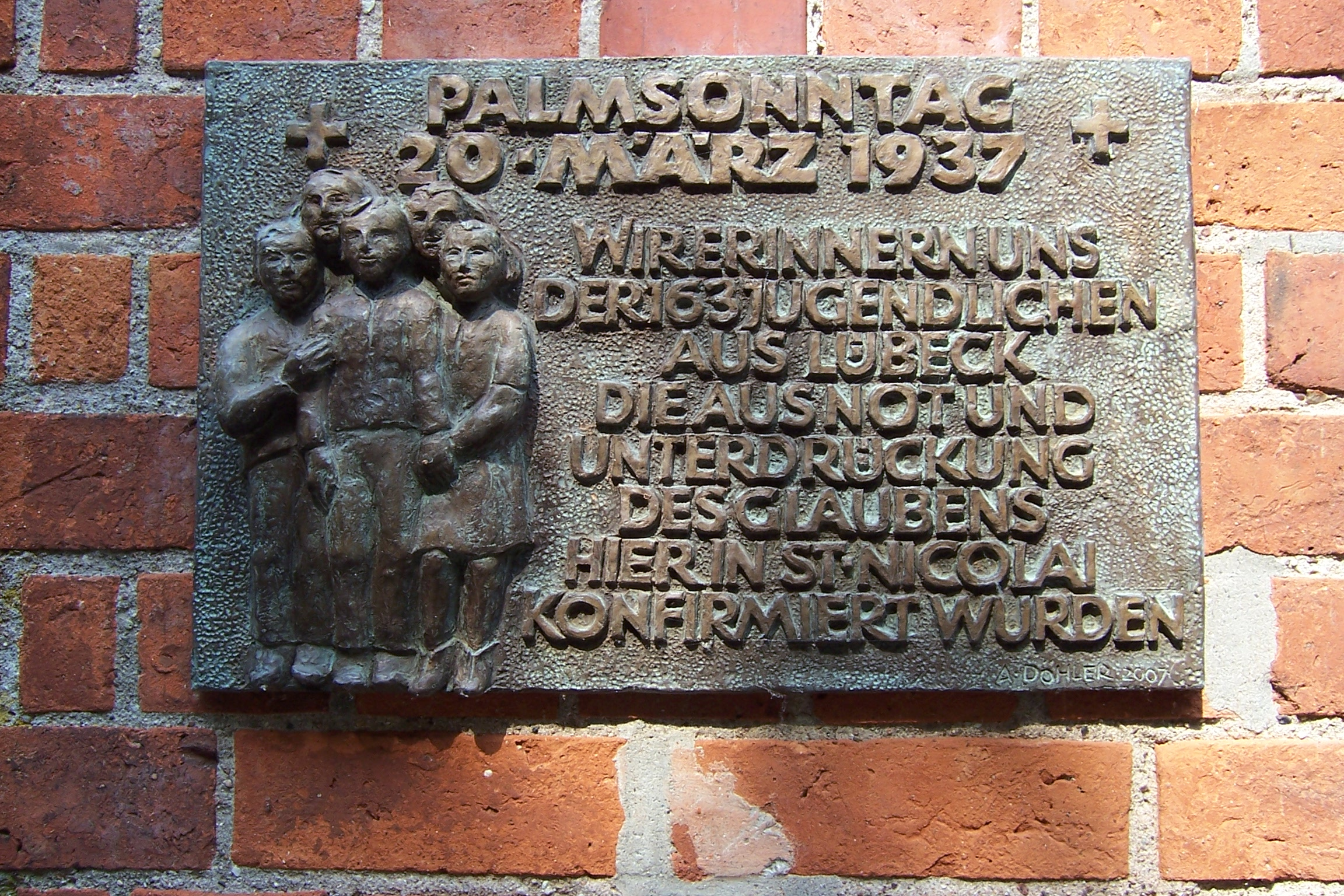
Gedenktafel

### Bildergalerie

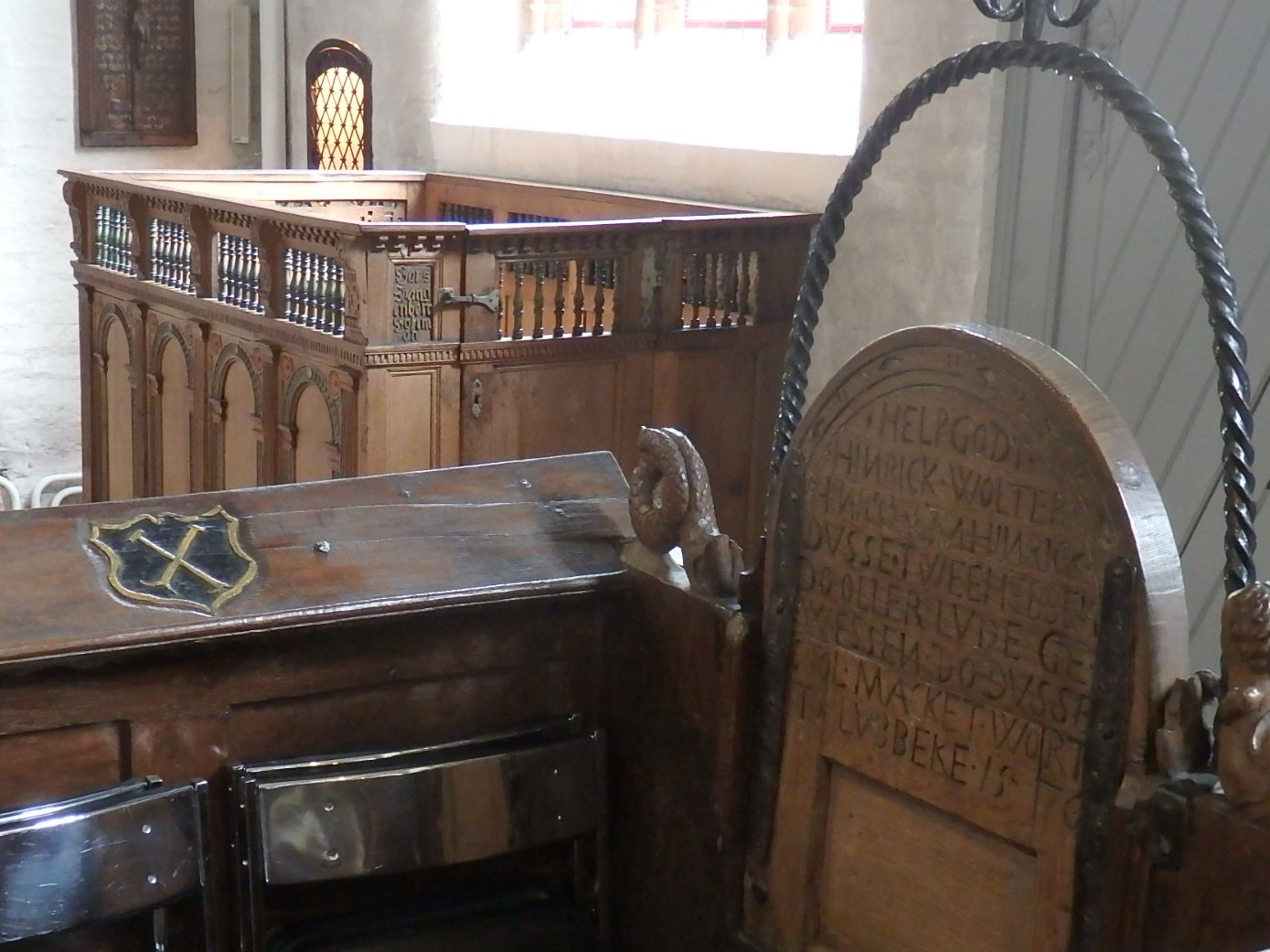
Gestühl für Stecknitzfahrer, St. Nicolai, Mölln
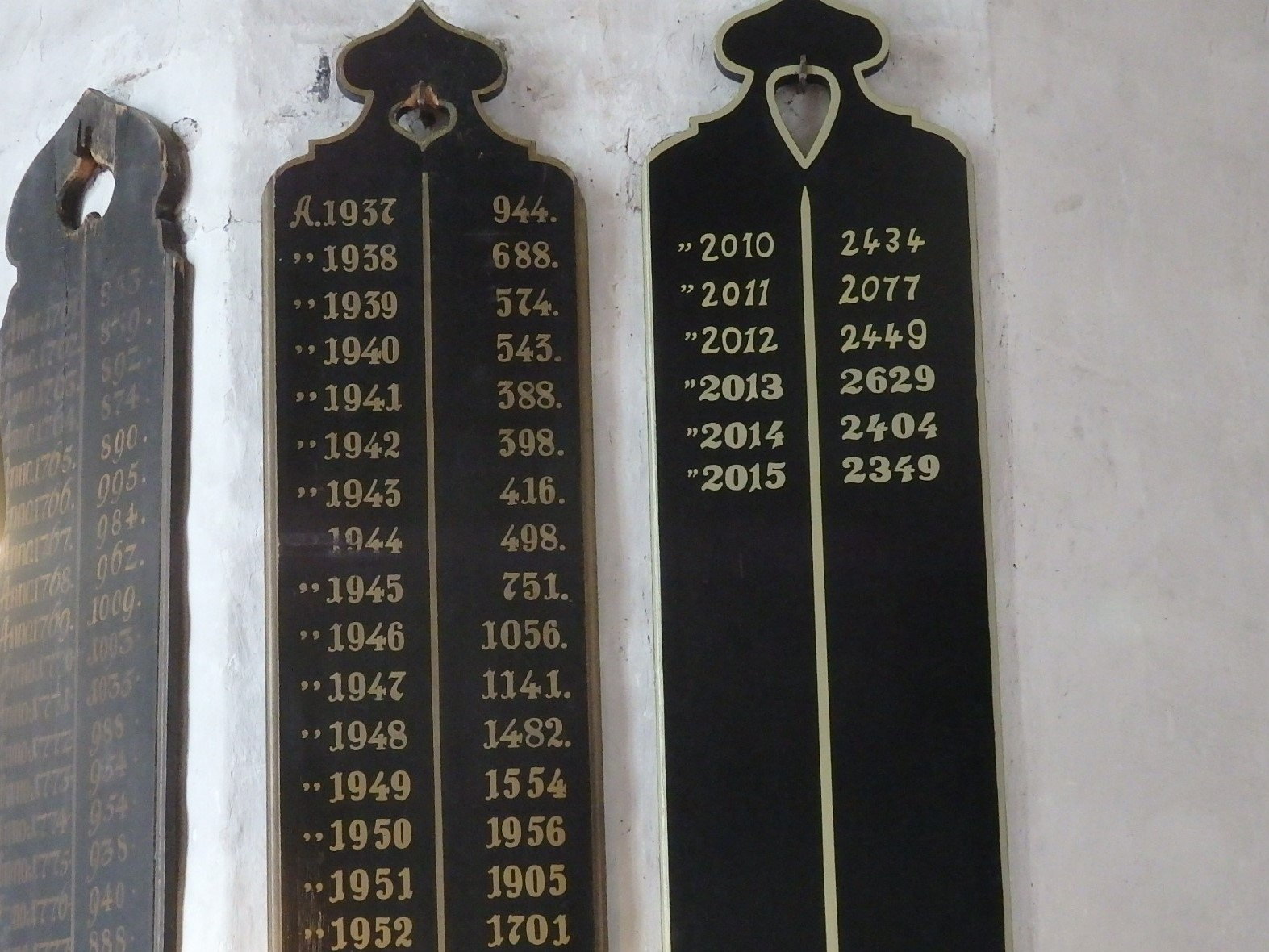
Geringe Zahl von Abendmahlbesuchern während des Krieges, St. Nicolai, Mölln
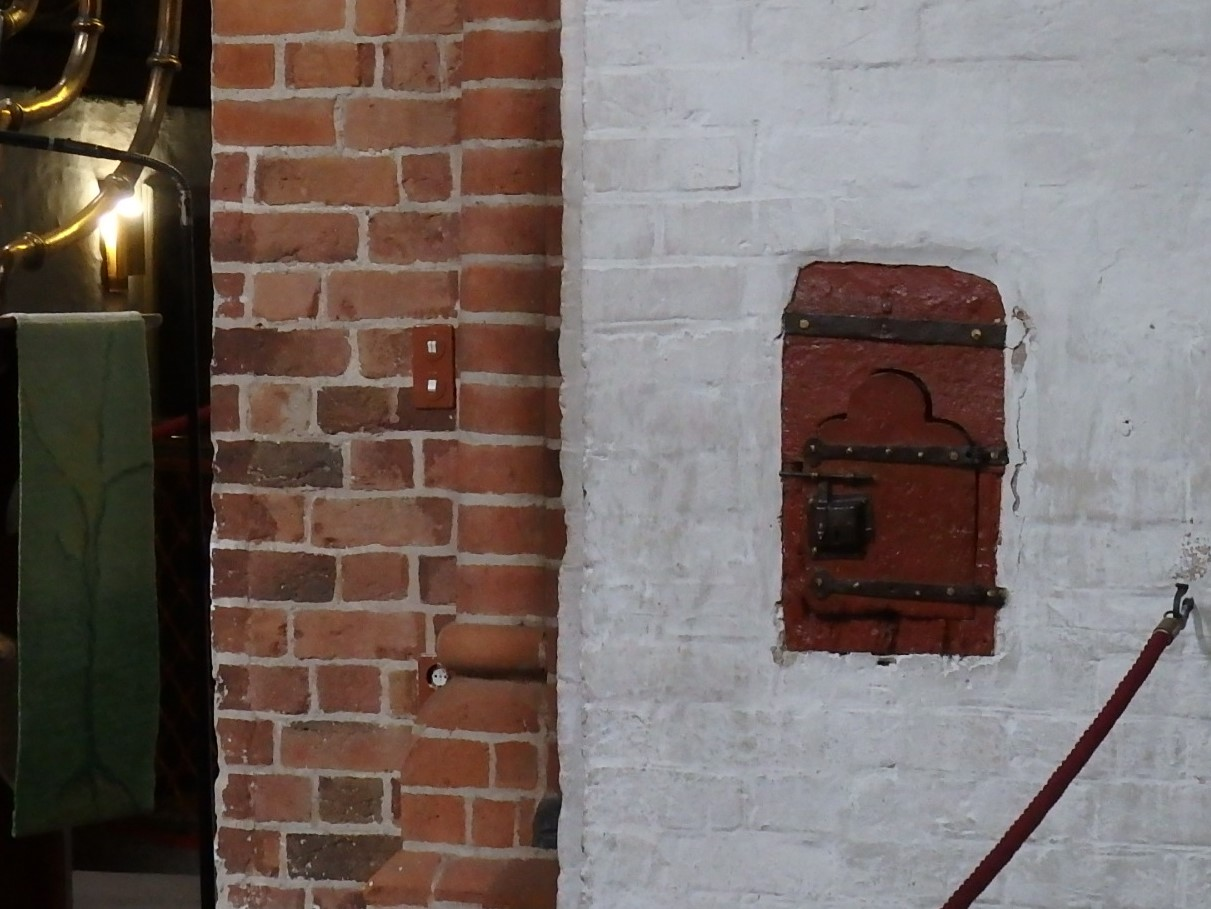
Verschließbare Nische, St. Nicolai, Mölln

## Grabplatten
In der Kirche sowie außen finden sich etliche Grabplatten, unter anderem für eine Linie der Reichsgrafen von Rantzau.
Die häufig als „Grabstein“ bezeichnete Platte aus Gotländer Kalkstein mit dem Abbild Till Eulenspiegels an der Westseite des Turms nahe dem Eingang ist jedoch keine Grabplatte für den angeblich 1350 in Mölln an den Folgen der Pest gestorbenen Narren, sondern eine Erinnerungsplatte, die zwischen 1530 und 1550 entstanden sein dürfte.

## Möllner Notkonfirmation
Ein Beispiel für Zivilcourage in der jüngeren Kirchengeschichte ist die Möllner Notkonfirmation von 1937. Der Bischof der Lübecker Landeskirche Erwin Balzer hatte mehreren Lübecker Pastoren der Bekennenden Kirche im Januar 1937 die weitere Amtsausführung untersagt. Deren 163 Konfirmanden wurden sodann am Abend des 20. März 1937, dem Vorabend vor Palmarum, in der Notkonfirmation in St. Nicolai in Mölln, also außerhalb des Einflussbereichs der Lübeckischen Landeskirche im Schleswig-Holsteinischen Kreis Herzogtum Lauenburg, vom Flensburger Pfarrer Ernst Mohr konfirmiert. Für die zu diesem Gottesdienst aus Lübeck anreisenden etwa 1000 Personen wurden Sonderzüge der Lübeck-Büchener Eisenbahn eingesetzt.

## Pastoren (Auswahl)

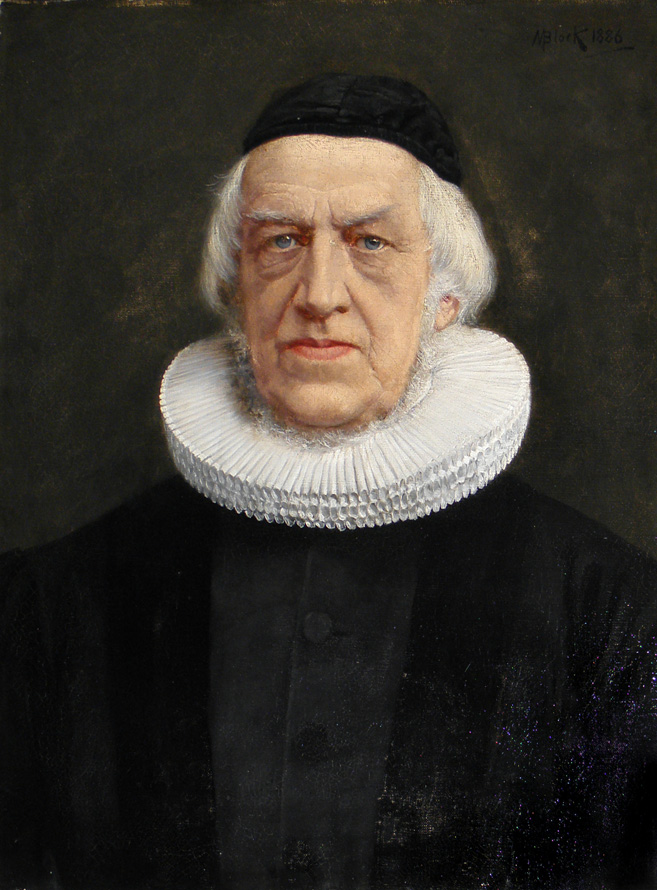
Adolf Moraht

- 1577–? Joachim Kulemann, vorher Pastor an der Kirche in Nusse
- 1668–1678 Johann Friedrich Stapel, vorher schon ab 1657 Diaconus (2. Pastor)
- 1795–1804 Johann Heinrich Bernhard Dräseke
- 1835–1846 Ernst Genzken
- 1837–1884 Adolf Moraht
- 1882–1925 Hugo Johannes Bestmann
- 1941–1945 Wilhelm Halfmann (Vertretung)
- 1994–1999 Holger Roggelin